# Połohy
Połohy (ukr. Пологи) – miasto w południowo-wschodniej części Ukrainy pod zaborem rosyjskim, w obwodzie zaporoskim, ośrodek przemysłu spożywczego.

## Historia
Miejscowość założona w 1887 r.
Miasto od 1938 r.
W 1989 r. liczyło 25 336 mieszkańców.
W 2013 liczyło 19 906 mieszkańców.